# Дашевская, Галина Самуиловна
Га́лина Самуи́ловна Даше́вская (8 мая 1941, Москва — 18 июня 2020, Жаворонки, Московская область) — советская и российская актриса театра и кино. Заслуженная артистка Российской Федерации (2002).

## Биография
Родилась 8 мая 1941 года в Москве. В 1964 году окончила студию при театре имени Моссовета под руководством Ю. А. Завадского.
С 1964 года — актриса театра имени Моссовета, в котором прослужила вплоть до своей смерти. Критика выделяла среди сыгранных ею ролей Илуминаду в «Тощем призе» Э. Кинтеро и Нази в «Дуэли» Мара Байджиева.
Снималась в кино. Дебютировала на экране в 1964 году в фильме «Поезд милосердия». В дальнейшем играла небольшие роли в фильмах «Происшествие, которого никто не заметил», «Белое солнце пустыни», «Отпуск, который не состоялся», «Красная стрела» и других.
В 2002 году актрисе было присвоено почётное звание заслуженной артистки Российской Федерации.
Погибла, попав под поезд 18 июня 2020 года в районе железнодорожной платформы «Жаворонки». Похоронена на Калитниковском кладбище.

### Личная жизнь
Была женой футболиста, полузащитника, мастера спорта СССР Николая Маношина (1938—2022). Дочь — Анна Маношина.

## Награды
- Заслуженная артистка Российской Федерации (30 сентября 2002 года) — за заслуги в области искусства[7]

## Творчество

### Роли в театре
- «Когда часы пробили полночь» — Маленькая людоедка
- «Пора любви» В. П. Катаева — Ольга Огородникова
- «Два вечера в мае» — Вера Янчук
- «Сверчок» Т. Кожушника — Студентка / Зуля
- «Театр Гарсиа Лорки» — Башмачница
- «Они сражались за Родину» М. А. Шолохова — Зоя
- «Шторм» — Редактор
- «Глазами клоуна» Г. Бёлля — Моника Зильвс
- «Дуэль» М. Т. Байджиева — Нази
- «Бунт женщин» К. Сандербю — Гречанка
- «Дальше — тишина» по пьесе Х. Лири и Н. Лири «Уступи место завтрашнему дню» — Секретарша
- «Вешние воды» И. С. Тургенева — Мария Николаевна Полозова
- «Несколько тревожных дней» Я. И. Волчека — Ольга
- «Я всегда улыбаюсь» Я. А. Сегеля — Нина Лунина
- «Бабье лето» — Дина Семёновна
- «Турбаза» Э. С. Радзинского — Наталья / Художница
- «Тощий приз» Э. Кинтеро — Илуминада
- «День приезда — день отъезда» В. К. Черных — Вишнякова
- «Возможны варианты» В. З. Азерникова — Женщина из Зюзина
- «Странная миссис Сэвидж» Дж. Патрика — Мисс Вилли
- «Царская охота» Л. Г. Зорина — Екатерина Романовна Дашкова
- «Версия» А. П. Штейна — Ольга
- «Передышка в Арко-Ирис» Д. Димова — Инес Монтеро
- «Месса по Деве» Ю. Эдлиса — Жанна д’Армуаз
- «Чёрный гардемарин» А. Штейна — Марианна
- «Вдовий пароход» И. Грековой — Ольга Ивановна Флёрова
- «Виноватые» А. Н. Арбузова — Мария Васильевна Бекешина
- «Торможение в небесах» Р. Х. Солнцева — Лёвушкина / Лалитина
- «Женский стол в „Охотничьем зале“» В. И. Мережко — Веденеева
- «Кубик для Президента» — Уборщица
- «Утешитель вдов» Кончетта Меле
- «Мамаша Кураж и её дети» Б. Брехта — Старая крестьянка
- «Милый друг» Г. Мопассана — Виржини Вальтер
- «Муж, жена и любовник» по мотивам пьесы И. С. Тургенева «Провинциалка» и повести Ф. М. Достоевского «Вечный муж» — Погорельцева
- «Серебряный век» М. М. Рощина — Надежда Кузьминична / Митрофановна
- «Дама! Дама! Ещё дама!..» по пьесе Н. Гоголя «Игроки» — Глов-отец
- «В пространстве Теннесси У.» по пьесе Т. Уильямса «Трамвай „Желание“» — Окуне
- «Я, бабушка, Илико и Илларион» Н. В. Думбадзе — Соседка, Тётя Марта
- «Морское путешествие 1933 года» по роману «Корабль дураков» К. Портер — Фрау Гуттен
- «Baden-Баден» по мотивам романа И. С. Тургенева «Дым» — Капитолина Марковна
- «Идиот» Ф. М. Достоевского — Лизавета Прокофьевна Епанчина

### Фильмография
| Год  |     | Название                                        | Роль                                                     |
| ---- | --- | ----------------------------------------------- | -------------------------------------------------------- |
| 1964 | ф   | Поезд милосердия                                | Фаина Васильевна, старшая медсестра                      |
| 1966 | ф   | Июльский дождь                                  | гостья                                                   |
| 1967 | ф   | Происшествие, которого никто не заметил         | Валя, подруга Насти                                      |
| 1969 | ф   | Белое солнце пустыни                            | Джамиля, жена Абдуллы (в отдельных сценах, нет в титрах) |
| 1976 | ф   | Отпуск, который не состоялся                    | Татьяна Ивановна, коллега Юрия                           |
| 1978 | тсп | Дальше — тишина                                 | секретарша                                               |
| 1978 | тсп | День приезда — день отъезда                     | Вишнякова                                                |
| 1978 | мтф | Соль земли                                      | Надежда Андриановна Соловушкина                          |
| 1980 | тсп | Версия                                          | Ольга                                                    |
| 1982 | тсп | Операция на сердце                              | мать пациента                                            |
| 1986 | ф   | Жалоба                                          | Анна Дмитриевна, мать Лидочки                            |
| 1986 | ф   | Красная стрела                                  | Калерия Дмитриевна                                       |
| 1987 | тсп | Виноватые                                       | Мария Васильевна Бекешина                                |
| 1989 | тсп | Вдовий пароход                                  | Ольга Ивановна Флёрова                                   |
| 1993 | ф   | Падение                                         | Нелли Эдуардовна, соседка                                |
| 2001 | ф   | Люди и тени. Секреты кукольного театра          | жена Клепко                                              |
| 2007 | тсп | Муж, жена и любовник                            | Погорельцева                                             |
| 2008 | с   | Глухарь (серия № 31 «Доверие»)                  | пенсионерка                                              |
| 2008 | тсп | Серебряный век                                  | Надежда Кузьминична                                      |
| 2010 | с   | Погоня за тенью (серия № 5 «Последняя надежда») | мать Котова                                              |
| 2020 | с   | Катя и Блэк                                     | эпизод                                                   |